# Лукин, Юрий Борисович
Ю́рий Бори́сович Луки́н (25 октября 1907, Москва — 25 апреля 1998, там же)  — советский литературный критик, литературовед, кинодраматург. Заслуженный работник культуры РСФСР (1967).

## Творческая биография

На снимке: Ю. Лукин, М. Шолохов и секретарь Вешенского райкома партии П. Луговой. Начало 1930-х годов.

Окончил литературное отделение историко-этнологического факультета МГУ (ныне филфак) в 1929 году. В том же году начал печататься. Немало книг советских прозаиков вышло под его редакцией или с его предисловиями. В начале тридцатых годов судьба свела Лукина с Антоном Макаренко и Михаилом Шолоховым. Он был первым читателем и редактором многих произведений этих писателей, а также А. Новикова-Прибоя, А. Фадеева, В. Катаева, И. Ильфа и Е. Петрова.
С 1933 года — постоянный редактор шолоховских произведений. Редактор «Тихого Дона», первого собрания сочинений М. Шолохова.
С началом Великой Отечественной войны вступил в московское народное ополчение, работал в армейской печати.
В послевоенные годы сотрудничал с газетами «Комсомольская правда» (зав. отделом литературы и искусства) и «Правда».
Лукин создал также ряд телевизионных передач, посвящённых творчеству советских писателей.

## Награды
- орден «Знак Почёта» (23.09.1945)
- медали

## Литературные труды
- О творческом пути Михаила Шолохова (1950)
- Михаил Шолохов (1952, 2-е изд., 1962).
- А. С. Макаренко. Критико-биографический очерк. М.: Советский писатель, 1954. 206 с.
- Два портрета. А. С. Макаренко. М. А. Шолохов. Критико-биографические очерки. М.: Московский рабочий, 1975. 416 с., 50 000 экз.

## Киносценарии
- Судьба человека (Мосфильм, 1959) — по одноимённому рассказу М. Шолохова
- Русский лес (Мосфильм, 1963) — по роману Л. Леонова
- Поднятая целина (1959—1961) — по повести М. Шолохова
- Как вас теперь называть? (Мосфильм, 1965)
- В лазоревой степи (киноальманах в 3-х частях) — по ранним рассказам М. Шолохова
  - Коловерть (1970) (ч. 1)
  - Червоточина (1970) (ч. 2)
  - Продкомиссар (Мосфильм, 1970) (ч. 3)
- Чёрный капитан (киностудия им. А.Довженко, 1973)
- Рыцарь Евграфыч (1963, совм. с Г. Капраловым) — киносценарий о Н. Баумане[6]